# Brahim Ait Sibrahim
Brahim Ait Sibrahim (arab. ‏إبراهيم أيت إبراهيم‎; ur. 1 stycznia 1967) – marokański narciarz alpejski, uczestnik igrzysk olimpijskich w Sarajewie oraz igrzysk olimpijskich w Albertville.

## Osiągnięcia

### Igrzyska olimpijskie
| Miejsce | Dzień     | Rok  | Miejscowość | Konkurencja | Czas biegu | Strata | Zwycięzca            |
| ------- | --------- | ---- | ----------- | ----------- | ---------- | ------ | -------------------- |
| DNF2    | 14 lutego | 1984 | Sarajewo    | Gigant      | 2:41,18    | –      | Max Julen            |
| DNF2    | 19 lutego | 1984 | Sarajewo    | Slalom      | 1:39,41    | –      | Phil Mahre           |
| 89.     | 16 lutego | 1992 | Albertville | Supergigant | 1:13,04    | +25,56 | Kjetil André Aamodt  |
| 78.     | 18 lutego | 1992 | Albertville | Gigant      | 2:06,98    | +47,24 | Alberto Tomba        |
| 52.     | 22 lutego | 1992 | Albertville | Slalom      | 1:44,39    | +45,61 | Finn Christian Jagge |

### Mistrzostwa świata juniorów
| Miejsce | Dzień   | Rok  | Miejscowość | Konkurencja | Czas biegu | Strata | Zwycięzca     |
| ------- | ------- | ---- | ----------- | ----------- | ---------- | ------ | ------------- |
| 64.     | 6 marca | 1982 | Auron       | Gigant      | 2:24,67    | +75,00 | Günther Mader |
| 37.     | 7 marca | 1982 | Auron       | Slalom      | 1:27,89    | +69,69 | Johan Wallner |